# 布格昆施塔特米爾巴赫河
50°08′22″N 11°13′24″E / 50.139509°N 11.223245°E
布格昆施塔特米爾巴赫河（德語：Burgkunstadter Mühlbach），是德國的河流，位於該國東南部，由巴伐利亞負責管轄，屬於美因河的右支流，河道全長3.5公里，流域面積8.1平方公里。
这条河有三个支流。